# Jimmy Woode
Jimmy Woode, egentligen James Bryant Woode, född 23 september 1926 (eller 1929) i Philadelphia, Pennsylvania, död 23 april 2005 i Lindenwold i Camden County, New Jersey, var en amerikansk-svensk jazzmusiker (basist) och skådespelare.
Hans födelseår anges i olika källor till 1926 eller 1929.

## Filmografi
- 2004 – Jazzclub – Der frühe Vogel fängt den Wurm
- 1960 – Den respektfulla skökan
- 1951 – Sköna Helena
- 1949 – Sjösalavår